# Bond Equipe-serie
De Bond Equipe-serie was een Britse 2+2 serie sportwagens geproduceerd door Sharp's Commersials Ltd./Bond Cars Ltd. van 1963 tot 1970. Het was het eerste vierwielige voertuig van Bond Cars, dat tot dat moment alleen de driewielige Bond Minicar had geproduceerd. 

## Voorgeschiedenis
Sharp's Commercials (de naam werd in 1964 veranderd in "Bond Cars Ltd.") had al vanaf 1949 de door Lawrie Bond ontwikkelde Bond Minicars geproduceerd. In 1962 werd de Britse aankoopbelasting van vierwielige auto's verlaagd van 55% naar 25%, waardoor het prijsverschil met bijvoorbeeld een Mini erg klein werd. Directeur Tom Gratix stuurde een telegram naar de Chancellor of the Exchequer om het belastingvoordeel voor driewielers te herstellen omdat er anders 300 ontslagen zouden vallen. Dat had geen effect en de Bond Minicar, die op dat moment slechts een 197cc-Villiers-tweetaktmotor had, moest bovendien concurreren met de Reliant Regal, die werd geleverd met 600- en 700cc-viertaktmotoren. Net als de Bond Minicar mocht de Reliant met een motorrijbewijs bestuurd worden. Bond Cars moest dus met een alternatief komen om de werkgelegenheid en het voortbestaan van het bedrijf veilig te stellen. Lawrie Bond was als adviseur en ontwerper aan het bedrijf verbonden gebleven. Hij had door zijn werk in de vliegtuigindustrie ervaring met lichte metalen als aluminium en elektron en met glasvezel en bovendien ook geholpen met de ontwikkeling van de Berkeley-sportwagen.

## Bond Equipe GT (2+2)[2]
Al in 1960 kwam bij Sharp's Commercials het idee op om de ervaring met glasvezelcarrosserieën te gebruiken voor sportwagens. Dit resulteerde in een samenwerking tussen Standard Triumph en ontwerpers Alan Pounder en Lawrie Bond. Begin 1963 was het prototype van de Bond Equipe GT klaar en in mei van dat jaar werd de auto gepresenteerd. De auto was opgebouwd op een Triumph Herald chassis en had de 63pk-motor van de Triumph Spitfire Mk I. Lawrie Bond ging bij zijn ontwerp uit van de voorruit, het schutbord en de portieren van de Triumph Herald. Zijn ontwerp mondde aan de achterkant uit in een fastback-coupé zonder kofferdeksel. Het interieur was een mengelmoes van Triumph- en Bond-onderdelen, met het dashboard van de Triumph Vitesse met Triumph Spitfire instrumenten. Vanwege het ontbreken van een kofferdeksel moest de bagageruimte achterin bereikt worden door een omklapbare rugleuning van de achterbank, zoals dat ook bij de Bond Minicars gebruikelijk was. Echt makkelijk ging dat niet, omdat er maar weinig hoofdruimte achterin was en dat maakte de achterbank ook alleen geschikt voor kinderen. In november 1963 presenteerde men een speciale versie, de SAH, die een door Triumph-specialisten getunede motor had en waarmee men klanten voor diverse raceklassen hoopte te vinden. De SAH werd ingezet in de Rally van Monte Carlo en de Tulpenrallye van 1964 en een 24-uursrace op Oulton Park. Desondanks werd de auto geen succes door het ontbreken van een achterklep en de beperkte hoofdruimte achterin. In oktober 1964 ging de Equipe GT uit productie, nadat er slechts 444 exemplaren gebouwd waren. 

## Bond Equipe GT4S

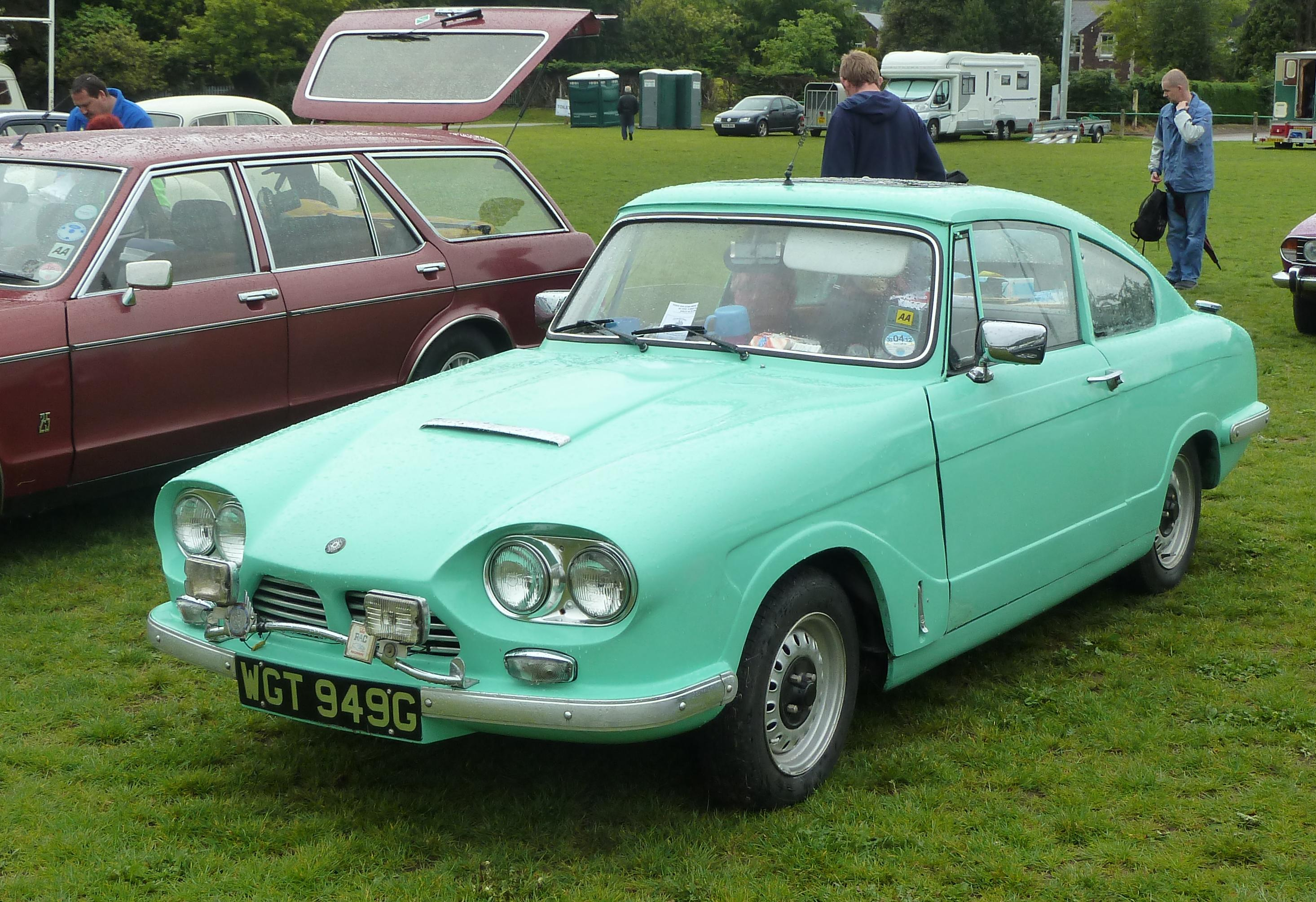
Bond Equipe GT4S

Al in april 1964 begon Bond Cars met de ontwikkeling van een nieuw model, dat al in oktober van dat jaar gelanceerd kon worden. Het kreeg de naam GT4S, waarbij de toevoeging "4S" (4 Seater) moest benadrukken dat het nu een volwaardig vierpersoonsmodel was geworden. Daarom kreeg de originele GT nu achteraf de toevoeging 2+2. Het ontwerp was nu van een eigen ontwerpteam binnen het bedrijf, maar nog steeds waren veel Triumph-onderdelen gebruikt, zodat de productie snel opgestart kon worden. De belangrijkste wijzigingen waren de vergrote hoofdruimte achterin (7½ cm lager dan boven de voorstoelen), de toevoeging van een - hoewel zeer kleine - achterklep om de bagageruimte achterin bereikbaar te maken en een kleine spoiler. Uiterlijk was de gewijzigde voorkant het opvallendst. Daar was de motorkap veel smaller geworden om ruimte te maken voor de dubbele koplampen van de Triumph 2000. De motorruimte was groot genoeg om in een later stadium plaats te bieden aan de zescilindermotor van de Triumph Vitesse. Het plan was om de GT 2+2 ook nog in productie te houden met de iets sterkere 70pk-Triumph Spitfire motor en daarom stonden er ook twee modellen op de Motorshow van 1964, maar uiteindelijk werd de productie van de 2+2 beëindigd. De GT4S werd in de loop van de volgende jaren wel op details aangepast als Triumph dat ook deed. 

### Bond Equipe GT4S 1300
In februari 1967 verscheen de GT4S 1300 met de 1296cc-Spitfire Mk III motor. Deze bleef tot augustus 1970 in productie. Toen werd de Bond-fabriek in Preston gesloten door de Reliant Motor Company, die het bedrijf had overgenomen. 

## Bond Equipe GT 2-Litre

### Bond Equipe GT 2-Litre Saloon

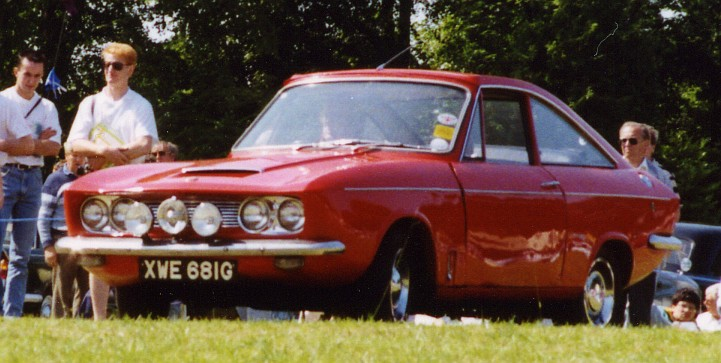
Bond Equipe 2 Litre Saloon

De plannen om een zescilindermotor in de GT4S te bouwen liet men varen toen de bodemplaat van de Triumph Vitesse/Triumph Herald beschikbaar kwam. Op die basis werd een geheel nieuwe carrosserie gemaakt. Men ging uit van het ontwerp van Trevor Fiore, die voor TVR aan de TVR Trident had gewerkt, maar uiteindelijk werd ook het eigen ontwerpteam (met Lawrie Bond) betrokken. De coupé die in 1967 werd gepresenteerd had uiterlijk niets van de veel hoekiger vormgegeven Triumphs. Het interieur was ook anders, met kuipstoelen voorin en ten opzichte van de GT4S nog meer hoofdruimte achterin. Als opties konden klanten kiezen voor een Laycock-de-Normanville overdrive, centre-lock wielen en een ingebouwde radio. Hoewel de auto met £ 1.095,= tamelijk duur was, werd het een succes en de productie van de GT4S moest zelfs ingekrompen worden om ruimte te maken voor de GT 2-Litre. 

### Bond Equipe GT 2-Litre Saloon Mk II
Er kwam kritiek op het weggedrag, veroorzaakt door de originele Triumph-achterwielophanging. Triumph kreeg bij de Vitesse en de Herald dezelfde klachten en toen die werden opgelost door een nieuw wishbone-systeem met rubberen Rotoflexkoppelingen, werd die modificatie ook bij Bond uitgevoerd. Zo ontstonden in 1968 de Triumph Vitesse Mk II én de Bond Equipe GT 2-Litre Saloon Mk II. Bij deze modellen was ook de motor herzien. 

### Bond Equipe GT 2-Litre Convertible

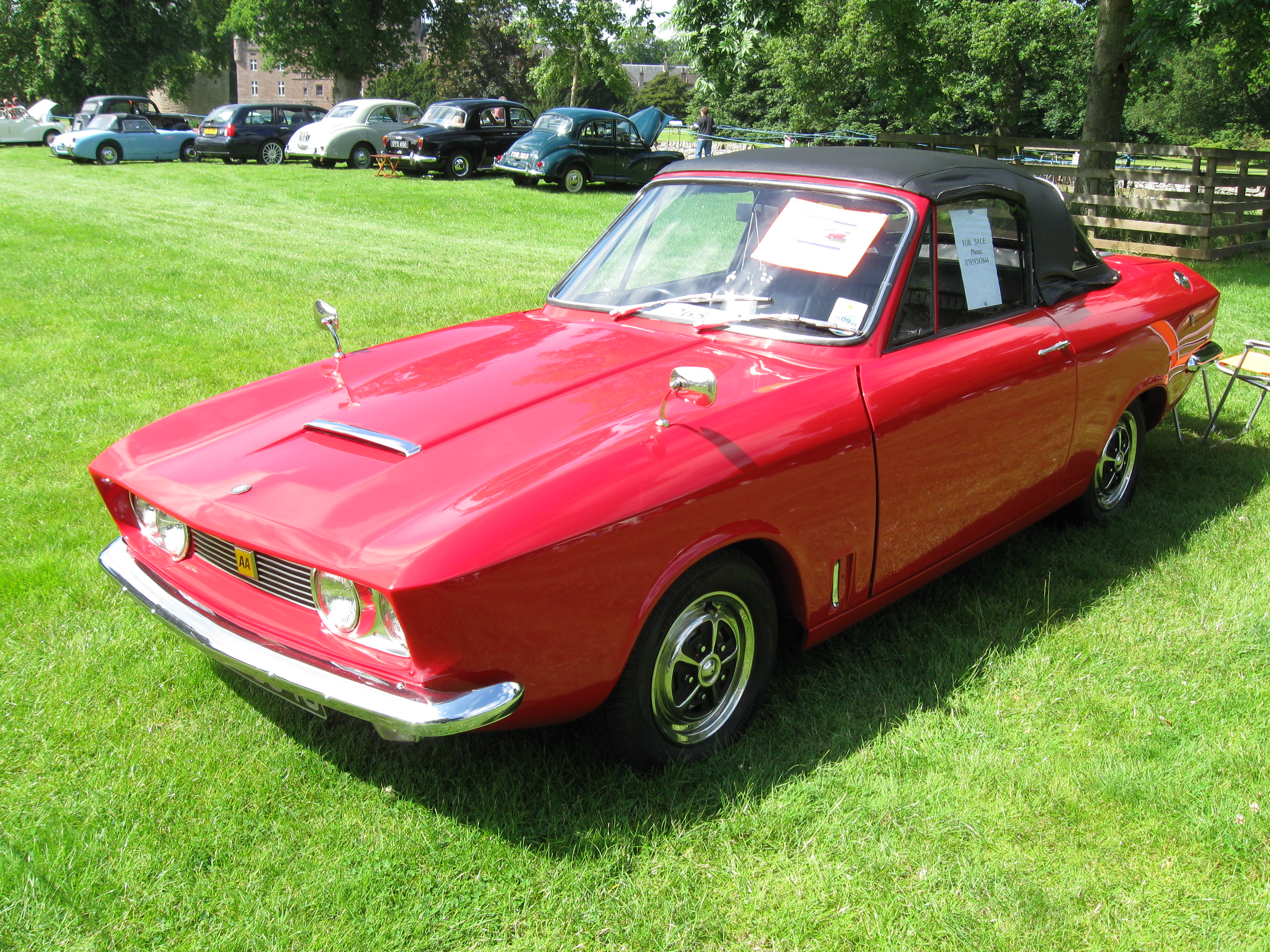
Bond Equipe 2-Litre Convertible

In kwam er ook een cabriolet-versie van de Equipe GT 2-Litre, die al was voorzien van de aangebracht modificaties en dezelfde specificaties had als de Saloon Mk II.

## Reliant
Reliant Motor Company nam in februari 1969 Bond Cars Ltd. over. De productie van de Bond-auto's werd niet meteen beëindigd, maar er werd ook niets meer doorontwikkeld. Dat zou ook niet logisch zijn geweest, want Reliant had met de Reliant Scimitar al een drieliter zescilinder in huis. De plannen om een cabriolet-versie van de Equipe GT4S 1300 te bouwen werden niet uitgevoerd en de bestaande modellen ondergingen hier en daar wat wijzigingen omdat er geen onderdelen meer werden besteld bij Triumph (Reliant werkte samen met Ford). Het gevolg was dat de kwaliteit van de laatste Reliant/Bond-exemplaren bedroevend was. Reliant werkte aan een update van de Bond Equipe want men wilde de van de samenwerking met Triumph gebruik blijven maken, vooral vanwege het dealernetwerk van Triumph. De Triumph-dealers raakten echter geagiteerd door de klachten van klanten. Triumph zelf bracht intussen ook veranderingen aan de modellen aan en uiteindelijk besloot Reliant van het hele project af te zien en de fabriek in Preston te sluiten. 
In augustus 1970 liepen de laatste Bond Equipes van de band.

## Productiecijfers
- Bond Equipe GT 2+2: april 1963 - oktober 1964; 451 (inclusief 7 pre-productiemodellen)
- Bond Equipe GT4S: september 1964 - januari 1967; 1934
- Bond Equipe GT4S 1300: februari 1967 - augustus 1970; 571
- Bond Equipe 2-Litre Saloon: januari 1967 - januari 1970; 591
- Bond Equipe 2-Litre Convertible: januari 1968 - januari 1970; 841
- Reliant/Bond Equipe 2-Litre Mk III prototype 1970; 1

## Trivia
Voor de promotie van de Equipe GT4S ging men geen wedstrijden rijden, maar werden een aantal auto's ter beschikking gesteld aan journalisten toen de M6 op zaterdag 23 januari 1965 werd geopend. Toen de kranten op maandag in de kiosken lagen was het effect van deze publiciteitsstunt tot nul gereduceerd omdat op zondag 24 januari Winston Churchill was overleden. 